# Cantón de Cuq-Toulza
El cantón de Cuq-Toulza era una división administrativa francesa, que estaba situada en el departamento de Tarn y la región de Mediodía-Pirineos.

## Composición
El cantón estaba formado por once comunas:
- Aguts
- Algans
- Cambon-lès-Lavaur
- Cuq-Toulza
- Lacroisille
- Maurens-Scopont
- Montgey
- Mouzens
- Péchaudier
- Puéchoursi
- Roquevidal

## Supresión del cantón de Cuq-Toulza
En aplicación del Decreto n.º 2014-170 de 17 de febrero de 2014, el cantón de Cuq-Toulza fue suprimido el 22 de marzo de 2015 y sus 11 comunas pasaron a formar parte del nuevo cantón de Lavaur Fiesta.